# Meren Glacier
Meren Glacier är en glaciär i Indonesien.   Den ligger i provinsen Papua, i den östra delen av landet, 3 400 km öster om huvudstaden Jakarta. Meren Glacier ligger 4 662 meter över havet.
Terrängen runt Meren Glacier är bergig åt sydväst, men åt nordost är den kuperad. Meren Glacier ligger uppe på en höjd.Runt Meren Glacier är det mycket glesbefolkat, med 2 invånare per kvadratkilometer. Det finns inga samhällen i närheten. I omgivningarna runt Meren Glacier växer i huvudsak städsegrön lövskog.